# Doug (củ)
Doug, hay còn gọi là Dug, là một củ thuộc họ Bầu bí được trồng bởi Colin và Donna Craig-Brown gần Hamilton ở New Zealand. Củ có cân nặng khoảng 17,4 pound (7,9 kg) và được cho là "củ khoai tây" lớn nhất lúc nó được tìm thấy, vượt qua củ khoai tây nặng 11 pound (5,0 kg) đang giữ kỷ lục vào thời điểm đó. Tuy nhiên, xét nghiệm di truyền đã tiết lộ rằng Doug trên thực tế không phải là một củ khoai tây.

## Phát hiện
Vào ngày 30 tháng 8 năm 2021, trong khi hai vợ chồng nhà Craig-Brown đang làm vườn của họ gần Hamilton, Colin tìm thấy một loại củ mà ban đầu ông nghĩ rằng đó là một loại nấm lớn hoặc củ khoai lang, nhưng đã bất ngờ khi nhận thấy kích thước của củ. Cả hai người đã đào sâu xuống dưới đất để đào củ lên. Colin lấy củ ra khỏi đất với một chĩa làm vườn, cạo thử một phần vỏ củ để nếm và khẳng định rằng đó là một củ khoai tây. Cả hai vợ chồng sau đó đã đo cân nặng và đặt tên cho củ là Doug, lấy từ chữ dug. 
Doug đã trở nên nổi tiếng tại địa phương và trên Facebook, nơi hai vợ chồng thỉnh thoảng đăng tải hình ảnh của củ. Theo đề xuất của bạn bè, Colin cùng Donna Craig-Brown đã viết đơn đăng ký để đề xuất củ, lúc đó đang được giữ trong tủ đông, lên Sách Kỷ lục Guinness, trong danh mục củ khoai tây lớn nhất. Doug đã được xác nhận là một củ khoai tây bởi một số chuyên gia làm vườn, nhưng vẫn bị nghi ngờ. Tháng 3 năm 2022, đơn yêu cầu của Craig-Browns đã bị từ chối sau khi Doug được tiến hành xét nghiệm di truyền bởi Plant & Food Research (PFR), xác nhận rằng Doug là "một củ thuộc giống bầu". Chris Claridge, người hỗ trợ việc xét nghiệm, cho rằng củ có thể biến dạng do bị nhiễm bệnh.
Colin Craig-Brown đã cho biết rằng ông sẽ lên kế hoạch để chế biến Doug thành vodka khi sự nổi tiếng đối với củ chìm xuống.